# みずへび座ガンマ星
みずへび座γ星（英語: Gamma Hydri）は、みずへび座にある3等級の恒星である。

## 特徴
視等級は3.26等で、南半球では夜になると容易に観測出来る。地球から測定された年周視差の値は15.24ミリ秒で、これを基に算出すると、地球からの距離は約214光年となる。
スペクトル分類はM1III型で、これはみずへび座γ星が、赤色巨星である事を示している。ヘルツシュプルング・ラッセル図において、漸近巨星分枝に近い性質を持っているとされている。変光周期は定かではないが、3.26等から3.33等まで視等級が変動する半規則型変光星である。質量は太陽とほぼ同じだが、半径は62倍まで膨張している。表面温度は3,500Kと低く、太陽より513倍明るい。